# Château de Gripenberg
Le château de Gripenberg (Gripenbergs slott en suédois) est un château suédois de bois situé dans la commune de Tranås — non loin de la ville — dans la région historique de Småland. Il est considéré comme le plus gros château de bois de Suède, ainsi que l’un des plus anciens encore existants.

## Description
L’édifice a été commandé par le gouverneur-général Carl Gustaf Wrangel et achevé en 1663 dans un style baroque. Si son architecte est inconnu, certains éléments laissent penser que ce pourrait être Nicodème Tessin l’Ancien qui avait déjà travaillé pour Wrangel. On suppose que le nom donné au château serait un hommage à la mère de Wrangel, Margareta Grip. À la fin du XVIIe siècle, le château passe à Samuel de Söderling (1722 † 1798).
Le château est composé d’un corps de bâti principal avec quatre tours aux angles. Il était à l’origine de couleur rouge, avec des pilastres et des bardeaux de bois gris, avant d’être peint en jaune juste avant 1780. Une grande partie des éléments de cette période ont disparu, lorsque le baron August Söderling Hermelin († 1868) a procédé à une grande rénovation dans les années 1820. La famille est encore de nos jours propriétaire de l’édifice.

## Source
- (sv) Cet article est partiellement ou en totalité issu de l’article de Wikipédia en suédois intitulé « Gripenbergs slott » (voir la liste des auteurs).